# 하인리히 폰 지벨

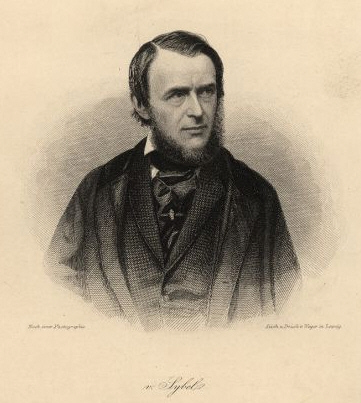

하인리히 카를 루돌프 폰 지벨(독일어: Heinrich Karl Ludolf von Sybel, 1817년 12월 2일 – 1895년 8월 1일)은 베스트팔렌의 조스트에서 오랫동안 정착하였던 개신교 집안에서 태어난 독일의 역사가이다.

## 생애
그는 1831년 그의 아버지가 프랑스와 프로이센 양국의 공직의 요직을 역임하였던 뒤셀도르프에서 태어났고, 혈통 귀족으로서 양육되었다. 그의 집은 뒤셀도르프가 활발한 문학과 예술의 중심지 중 하나로 명성을 날리던 시대의 중심지 중 하나였다. 지벨은 지역의 김나지움과 베를린 대학에서 교육받았고, 베를린 대학에서 프리드리히 카를 폰 사비니와 레오폴트 폰 랑케의 영향을 받았다. 지벨은 랑케의 가장 두드러지는 제자였다.
학위를 취득한 후 1841년 그는 본 대학에서 역사 과목의 강사로 재직하였다. 그는 이미 중세에 대한 비판적 연구인 1차 십자군 전쟁의 역사(Geschichte des ersten Kreuzzuges, Düsseldorf, 1841)로 유명세를 얻고 있었다. 이 저작은 지벨이 랑케로부터 사사한 비판적 역사 연구 방법이라는 강점 이외에도 낭만주의자들이 주도하였던 중세에 대한 모호하고 열정적인 태도에 대한 반발이라는 중요성을 갖고 있었다. 1861년 루시 더프-고든에 의해 일부분이 영어로 번역된 이 책은 1858년 지벨이 뮌헨 대학으로 옮겨 왔을 때 '십자군의 역사와 문학'이라는 이름으로 개설된 강좌에 이용되었다. 이후 그는 독일 왕권의 성장에 대해 연구를 하였고(Die Entstehung des deutschen Königtums, Frankfurt, 1844) 이를 통해 교수직에 임용되었다.
1844년 지벨은 교황지상주의의 반대자로서 유명해졌다. 트리어에서의 성의 전시는 많은 순례자들을 불러 모았는데, 지벨은 이를 가짜로 여겨 분개하였고, 그는 성물의 진본 여부에 대한 조사를 출간하였다. 이때부터 그는 당대 정치와 논쟁에서 강성하지만 온건한 자유주의자로서 적극적으로 활동하기 시작하였다. 1846년 그는 마르부르크 대학교의 교수로 임명되었고, 비록 이 작은 대학은 그에게 선생으로서의 활동에 대해 작은 영역만을 제공하였지만, 헤센 영방의회(Landtag)의 의석을 통해 그는 정치에 입문하게 되었다. 1848년 그는 프랑크푸르트에 있었으나, 프랑크푸르트 국민의회의 의석을 차지하지는 못하였다. 그의 급진 민주주의와 혁명 당파에 대한 반대는 그를 군중들에게 인기 없게끔 만들어 그의 창문이 부서지기도 하였고, 그의 자유주의는 그를 왕정으로부터 의심받게 만들었다. 그는 1850년 에어푸르트 의회에 참석하였고, 프로이센의 주도하의 독일의 부흥을 바랐던 고타당에 협력하였다.
1859년과 1866년 사이 지벨은 율리우스 폰 피커와 독일 제국의 중요성에 대한 논쟁을 벌였다. 이후 지벨은 그의 주요 저작인 프랑스 혁명 연대기 집필에 전념하였는데,(Geschichte der Revolutionzeit 1789-1800) 이를 위해 그는 파리와 다른 국가의 기록 보관소에서 장기간 연구를 하였다. 전반부 권들의 후기 판본은 확장되고 고쳐졌고, 1882년 슈투트가르트에서 새로운 판본이 출시되었다. 첫 세 권은 월터 코플랜드 페리에 의해 영어로 번역되었다.(1867-1869) 이 저작에서 그는 프랑스의 국내, 국외 역사간의 연관성을 밝히려 하였다. 기록들을 체계적으로 학습한 그는 또한 프랑스 국내 역사의 많은 일화들의 전통적 해석들을 검토하고 수정한 첫번째 인물이었다. 그는 마리 앙투아네트의 편지로 알려진 것들이 가짜라는 것을 증명하였다. 그는 프랑스 작가들이 설명하였던 영향력 있는 혁명에 대한 전설들의 권위를 약화시켰다. 지벨은 에드먼드 버크에게 흥미를 가졌고, 그에 대한 두편의 에세이를 남겼다. 이는 아돌프 티에르와 알퐁스 드 라마르틴에 대한 대중적 평가를 대체하려는 첫번째 시도였고, 이후 이폴리트 텐과 알베르 소렐에게 계승되었다.
1856년, 랑케의 추천을 받아 지벨은 뮌헨 대학의 교수가 되었고, 교육의 후원자였던 막시밀리안 2세는 역사학과를 설립하고자 하였다. 여기서 그는 그의 활동을 위한 생산적인 영역을 찾았다. 지속적인 프랑스 혁명과 중세에 대한 저작 이외에도 그는 역사학 세미나를 운영하면서 새로운 역사 위원회의 총무로서 '역사 잡지(Historisches Zeitschrift)'를 발간하였는데, 이는 현재 존재하는 역사학회지의 원형이었다. 정치적 입장 변화 역시 그의 저작에 개입되었고, 프로이센과 개신교의 옹호자이자 특히 교황지상주의에 대한 전투적인 투자로써 그는 성직자 정당에 대한 회의를 표하였다. 제 2차 이탈리아 독립 전쟁 이후의 정치적 흥분 속에서 그는 그가 바이에른 국왕의 거리낌없는 지지를 원하지 않는다는 것을 발견하여 1861년 본 대학의 교수직을 수락하였고 1875년까지 그곳에 있었다.
그는 프로이센 하원 의원으로 선출되었고, 이후 3년 간 의회의 가장 적극적인 의원으로 활동하였다. 몇몇 중요한 토론에서 그는 정부에 대한 비판을 주도하였고, 재정 문제 뿐만 아니라 폴란드와 덴마크 문제, 특히 슐레스비히-홀슈타인 위기에 대한 비스마르크의 정책을 반대하였다. 1864년 그는 눈병으로 인해 재선에 출마하지 않았지만 1866년 그는 비스마르크와 이전의 정적들 간의 타협을 주도한 주요 인물 중 하나였다. 그는 1867년 제헌 의회의 의원직을 얻었고, 그동안 국가자유당에 입당하여 보통선거의 도입을 반대하면서 많은 자유주의자들과 그 영향에 대한 불신을 공유하였다. 1874년 그는 정부의 카톨릭 교회와의 투쟁을 지지하기 위해 프로이센 의회로 돌아왔고 1878년에는 사회주의자와의 투쟁을 지지하였다. 그는 19세기 사회주의자들의 사상과 성직자 정책을 분석한 두개의 팸플릿을 통해 그의 입장을 설명하고 정당화하려 하였다. 1880년 그는 은퇴하였고, 다른 많은 자유주의자들처럼 그가 비난하였던 보통 선거라는 정치적 변화로 인해 낙담하였다.
1875년 비스마르크는 그를 프로이센 기록관의 관장으로 임명하였다. 그의 감독하에 그가 편집을 도왔던 프리드리히 대왕의 편지 등 일련의 거대한 출판 작업이 시작되었다. 말년에 그는 프로이센 국가 문서들을 이용할 수 있었기에 최고급 기밀 정보 문서들을 열람하면서 그의 시대의 위대한 사건인 독일의 통일을 다룬 위대한 저작 '빌헬름 1세 대의 독일 제국 건설(Die Begründung des deutschen Reiches durch Wilhelm I, München, 1889-1894)'의 집필에 몰두하였다. 1860년에서 1866년까지의 프로이센의 정책에 대한 역사로서 이는 비교할 수 없는 가치를 지닌다. 비스마르크의 실각 이후 기밀 문서에 대한 허가는 취소되었고 그러므로 1866년부터 1870년까지를 다룬 6권과 7권은 덜 중요성을 갖게 되었다. 이 저작은 M.L. 페린과 G. 브래드포드에 의해 영어로 번역되었다.(The Founding of German Empire, New York, 1890-1891) 지벨은 보불전쟁을 쓸 때까지 살지 못하였고, 1895년 8월 1일 마르부르크에서 사망하였다. 그의 다른 저작들은 '독일 국민과 제국(Die deutsche Nation und Kaiserreich, 1862)'을 비롯하여 많은 역사 저술들을 포함한다.
지벨은 두 아들을 남겼고, 한명은 프로이센 군대의 장교가 되었다. 다른 하나인 루트비히 폰 지벨(1846년 탄생)은 마르부르크 대학의 고고학 교수가 되어 그리스 고고학을 다룬 저작들을 남겼다.
몇몇 지벨의 유명한 역사적, 정치적 에세이들은 그의 사후 콘라트 바렌트라프에 의해 '역사 소론(Kleine historisches Schriften)', '강연과 논문집(Vorträge und Aufsätze, Vorträge und Aufsätze)' 등으로 출판되었다.

## 참고 문헌
- Gooch, G.P. History and historians in the nineteenth century (1913). online
- Biography at Allgemeine Deutsche Biographie